# Cenopalpus bakeri
Cenopalpus bakeri är en spindeldjursart som beskrevs av Düzgünes 1967. Cenopalpus bakeri ingår i släktet Cenopalpus och familjen Tenuipalpidae. Inga underarter finns listade i Catalogue of Life.